# Банк Негара Малайзия
Банк Негара Малайзия (Центральный банк Малайзии; малайск. Bank Negara Malaysia, англ. Central Bank of Malaysia) — центральный банк Малайзии.

## История
В 1938 году создано Управление денежного обращения Малайи. Денежные знаки Управления выпускались для обращения в Джохоре, Келантане, Кедахе, Перлисе, Тренгану, Негри-Сембилане, Паханге, Пераке, Селангоре, Пинанге, Малакке, Сингапуре, Северном Борнео, Сараваке и Брунее. В 1953 году Управление было переименовано в Управление денежного обращения Малайи и Британского Борнео.
26 января 1959 года создан государственный Банк Негара Малайя, переименованный в сентябре 1963 года в Банк Негара Малайзия. 12 июня 1967 года Управление денежного обращения Малайи и Британского Борнео было упразднено, банк стал единственным эмиссионным институтом.
С 2000 по 30 апреля 2016 банк возглавляла Зети Ахтар Азиз, первая женщина на этом посту.